# Hemiphractidae
Hemiphractidae Peters, 1862 è una famiglia  di anfibi anuri diffusi in America Centrale e Sud America.

## Tassonomia
Comprende 119 specie suddivise in 2 sottofamiglie con 6 generi:.
- Sottofamiglia Cryptobatrachinae (8 sp.)
  - Cryptobatrachus Ruthven, 1916 (6 sp.)
  - Flectonotus Miranda-Ribeiro, 1926 (2 sp.)

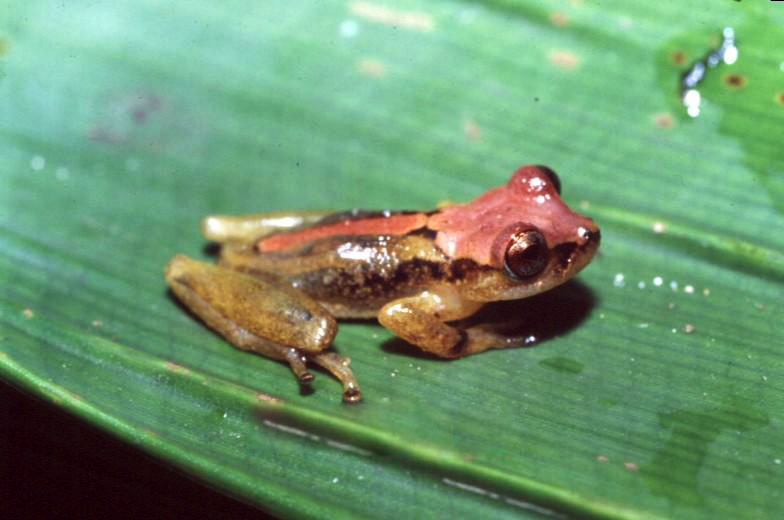
Fritziana fissilis

- Sottofamiglia Hemiphractinae (111 sp.)
  - Fritziana Mello-Leitão, 1937 (7 sp.) (ex sinonimo del genere Flectonotus [2])

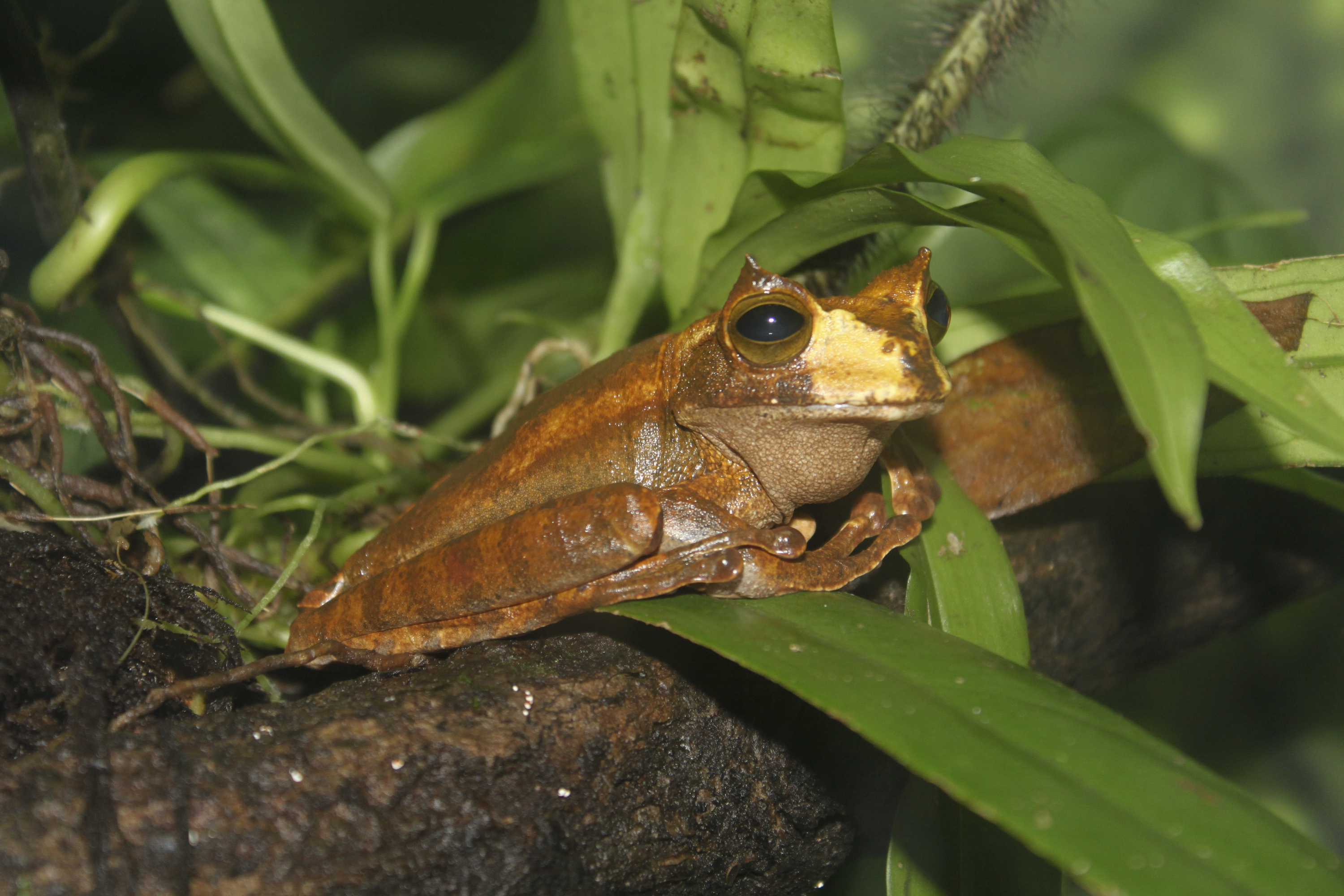
Gastrotheca cornuta

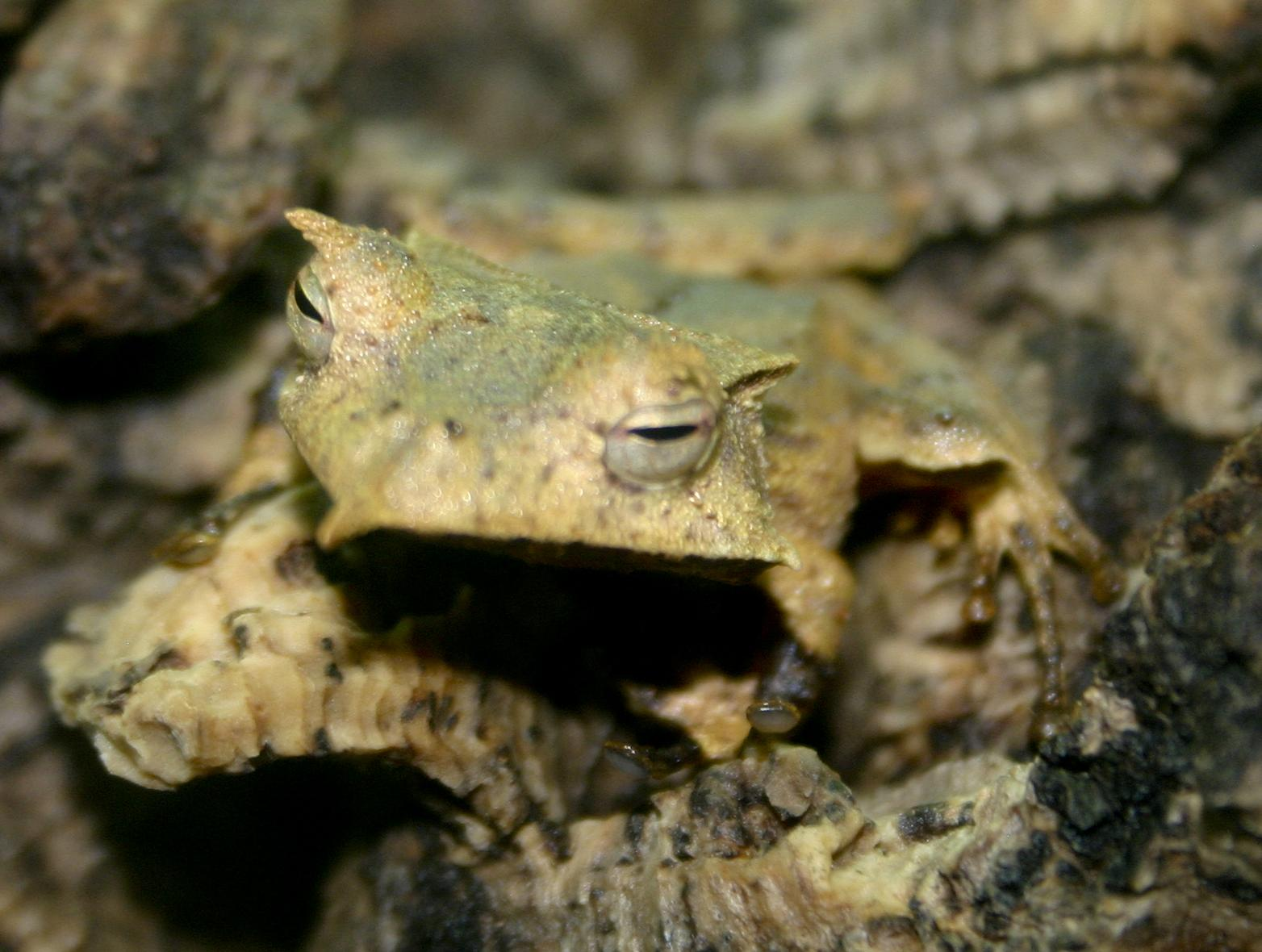
Hemiphractus fasciatus

  - Gastrotheca Fitzinger, 1843 (76 sp.)
  - Hemiphractus Wagler, 1828 (9 sp.)
  - Stefania Rivero, 1968 (19 sp.)